# Eli Whitney
Eli Whitney (ur. 8 grudnia 1765, zm. 8 stycznia 1825) – amerykański wynalazca i przedsiębiorca.

## Życiorys
Jest konstruktorem odziarniarki bawełny (patent z 14 marca 1794), maszyny do mechanicznego oddzielania nasion bawełny od włókien. Maszyna ta zmniejszyła koszty uprawy bawełny; dzięki mechanizacji procesu oczyszczania bawełny wydajność jednego pracownika wzrosła 50-krotnie.
Duże znaczenie dla rozwoju przemysłu miał jego pomysł wykorzystania wystandaryzowanych części w produkcji masowej karabinów. Pomysł ten wykorzystał z powodzeniem m.in. Henry Ford.
Będąc na krawędzi bankructwa zdołał w roku 1798 zyskać kontrakt na dostawę 15 tysięcy karabinów dla armii amerykańskiej, z czego wywiązał się do roku 1809. Jego fabryka w New Haven w stanie Connecticut stała się wzorem dla innych przedsiębiorców produkujących broń.